# Flaibano
Flaibano é uma comuna italiana da região do Friuli-Venezia Giulia, província de Udine, com cerca de 1.182 habitantes. Estende-se por uma área de 17 km², tendo uma densidade populacional de 70 hab/km². Faz fronteira com Coseano, Dignano, San Giorgio della Richinvelda (PN), Sedegliano, Spilimbergo (PN).

## Demografia
| Variação demográfica do município entre 1861 e 2011                               |
|                                                                                   |
| Fonte: Istituto Nazionale di Statistica (ISTAT) - Elaboração gráfica da Wikipedia |